# José Antônio Matos Neto

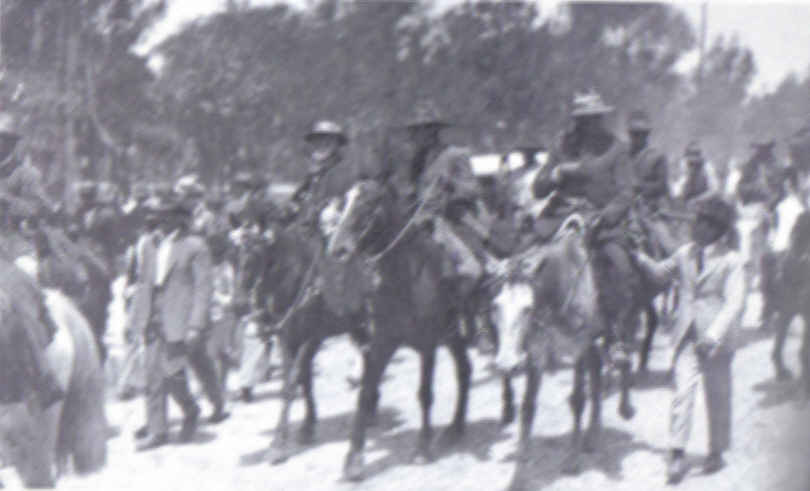
Zeca Netto e suas tropas ocupam Pelotas (fonte: Museu Histórico da Biblioteca Pública de Pelotas)

José Antônio Netto (Bagé, 24 de junho de 1854, Camaquã, 22 de maio de 1948), conhecido como General de Guerra Zeca Netto, foi um líder maragato da Revolução de 1923.
Em luta contra os chimangos de Borges de Medeiros, Zeca Netto, que se opunha a qualquer acordo com Borges, tentou uma última cartada. Imaginou que se atacasse e tomasse uma cidade importante poderia intimidar os borgistas. Assim, em 29 de outubro de 1923, atacou Pelotas, então a maior cidade do interior gaúcho, de surpresa, ao alvorecer; apesar do grande apoio popular, manteve a cidade sob seu controle por apenas seis horas, porque as hostes governistas conseguiram se rearticular e receber reforços. Na iminência de ser atacado por forças superiores, o Zeca Netto, de 72 anos de idade, retirou suas tropas, sem ter havido batalha.

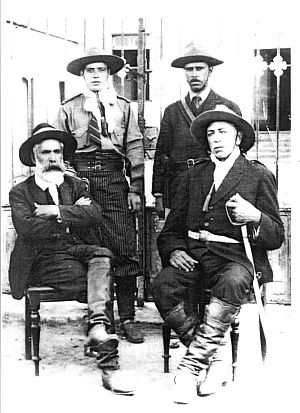
General Zeca Netto sentado à esquerda.